# Guido Reybrouck
Pour les articles homonymes, voir Reybrouck.

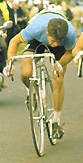
Guido Reybrouck lors des championnats du monde de cyclisme sur route 1966.

Guido Reybrouck, né le 25 décembre 1941 à Bruges, est un coureur cycliste belge. 
Il est professionnel de 1964 à 1973 et totalise 39 victoires. Il gagne trois fois Paris-Tours en 1964, 1966 et 1968, le Championnat de Belgique sur route en 1966, l'Amstel Gold Race en 1969, treize étapes sur les trois grands tours et termine quatrième du championnat du monde sur route en 1969. 
Lors du Tour d'Espagne 1970, il remporte trois victoires d'étape, le classement par points et le classement du combiné.
La Guido Reybrouck Classic, une course cycliste du calendrier international junior (moins de 19 ans) est organisée chaque année depuis 2006 en son honneur.

## Palmarès et résultats

### Palmarès par année
- 1962
  - 2e étape de la Ronde des Flandres
  - 3e du Zesbergenprijs Harelbeke
  - 3e du Tour de Belgique amateurs
- 1963
  - Une étape des Trois Jours d'Hénin-Liétard
  - 2e des Trois Jours d'Hénin-Liétard
- 1964
  - Circuit du Westhoek
  - Championnat de Zurich
  - Circuit du Houtland
  - 2e étape du Tour de l'Oise
  - 5e étape du Tour d'Anjou
  - Paris-Tours
  - 2e du Tour du Loir-et-Cher
  - 2e du Circuit des régions flamandes des indépendants
  - 2e du Tour des Flandres des indépendants
  - 2e du Tour du Nord
  - 3e de Munich-Zurich
- 1965
  - Kuurne-Bruxelles-Kuurne
  - 4e étape du Tour de Belgique
  - 6e et 10e étapes du Tour de France
  - Tour de Flandre Occidentale
  - 2e du Circuit de la vallée de la Lys
  - 2e du Tour de la Flandre Orientale
  - 2e de Paris-Luxembourg
  - 4e de Paris-Tours
  - 8e de Milan-San Remo
- 1966
  -  Champion de Belgique sur route
  - 2e étape du Tour de France
  - Paris-Tours
  - 2e du Circuit des Ardennes flamandes - Ichtegem
  - 4e du Tour des Flandres
  - 7e de Paris-Bruxelles
  - 7e du championnat du monde sur route
  - 9e du Super Prestige Pernod
- 1967
  - 1re et 3e étapes de Paris-Nice
  - Circuit des onze villes
  - 1rea étape du Tour d'Espagne
  - 4e et 9e étapes du Tour de France
  - 2e de Ruddervoorde Koerse
  - 3e du Circuit d'Armorique
  - 7e du Tour des Flandres
- 1968
  - 3e étape du Tour de Sardaigne
  - 4ea étape de Paris-Nice (contre-la-montre par équipes)
  - 2e et 3eb étapes de la Semaine catalane
  - 3e, 11e et 22e étapes du Tour d'Italie
  - 2e et 3ea (contre-la-montre par équipes) étapes de Paris-Luxembourg
  - 1re étape du Tour de Catalogne
  - Circuit des frontières
  - Paris-Tours
  - 3e du championnat de Belgique sur route
  - 3e du Grand Prix Flandria
  - 7e du Super Prestige Pernod
  - 9e de Paris-Roubaix
- 1969
  - Barcelone-Andorre
  - 3e étape de la Semaine catalane
  - Amstel Gold Race
  - 1reb (contre-la-montre par équipes) et 13e étapes du Tour de France
  - 2e du Trofeo Jaumendreu
  - 4e du championnat du monde sur route
  - 8e du Championnat de Zurich
- 1970
  - 3e étape du Tour de Sardaigne
  - 7ea étape de Paris-Nice
  - Tour d'Espagne : 
    -  Classement par points
    -  Classement du combiné
    - 3e, 7e et 8eb étapes

  - 2e de Milan-Turin
  - 2e de Paris-Luxembourg
  - 3e de Paris-Tours
  - 10e de Milan-San Remo
- 1971
  - 4eb étape du Tour de Sardaigne
  - 3e étape de Tirreno-Adriatico
  - 4e étape du Tour de Catalogne
  - Tour de la Nouvelle-France
  - Grand Prix Marcel Kint
  - 2e de Sassari-Cagliari
  - 3e du Grand Prix de la ville de Zottegem
- 1972
  - 4e et 5e étapes du Tour du Levant
  - Grand Prix Cemab à Mirandola
  - Tour de Flandre Occidentale
  - Tour de la Nouvelle-France :
    - Classement général
    - 1re étape

  - 6e de Paris-Tours
- 1973
  - 2ea étape du Tour de l'Oise

### Résultats sur les grands tours

#### Tour d'Italie
4 participations
- 1964 : 88e
- 1968 : 52e, vainqueur des 3e, 11e et 22e étapes
- 1969 : abandon (17e étape)
- 1970 : abandon

#### Tour de France
6 participations
- 1965 : 54e, vainqueur des 6e et 10e étapes
- 1966 : 53e, vainqueur de la 2e étape
- 1967 : 42e, vainqueur des 4e et 9e étapes
- 1969 : 77e, vainqueur des 1reb (contre-la-montre par équipes) et 13e étapes
- 1971 : abandon (9e étape)
- 1972 : abandon (12e étape)

#### Tour d'Espagne
2 participations
- 1967 : abandon (5e étape), vainqueur de la 1rea étape,  leader durant une demi-étape
- 1970 : 49e,  vainqueur du classement par points,  vainqueur du classement du combiné, vainqueur des 3e, 7e et 8eb étapes